# Fusicladium effusum
Fusicladium effusum är en svampart som beskrevs av Georg Winter 1885. Fusicladium effusum ingår i släktet Fusicladium och familjen Venturiaceae.   Inga underarter finns listade i Catalogue of Life.